# Odległa dzielnica
Odległa dzielnica (jap. 遥かな町へ Haruka na machi e) – manga autorstwa Jirō Taniguchiego. W Polsce wydana przez wydawnictwo Hanami. W 2003 roku odznaczona nagrodą za scenariusz na Międzynarodowym Festiwalu Komiksu w Angoulême.

## Fabuła
Hiroshi Nakahara jest biznesmenem dobiegającym pięćdziesiątki. Pewnego dnia, myląc na dworcu pociągi, trafia do swojego rodzinnego miasta. Aby zabić czas, idzie pomodlić się na grób matki. Tak, niewytłumaczalnym sposobem, cofa się w czasie do chwili, gdy miał 14 lat i uczęszczał do gimnazjum.
Dorosły mężczyzna uwięziony w ciele chłopca i w rzeczywistości swoich wspomnień szybko dostosowuje się do nowej sytuacji i próbuje wykorzystać okazję, aby zapobiec rodzinnej tragedii sprzed lat.

## Tematyka
Odległa dzielnica opowiada o kondycji ludzkiej i sposobie, w jaki środowisko społeczne i przeszłe wydarzenia kształtują jednostkę. Porusza ważne tematy takie jak więzy rodzinne, czy raczej ich rozkład, uczciwość, relacje międzyludzkie, a także zdolność człowieka do kierowania swoim losem w sposób świadomy. Mimo braku szczęśliwego zakończenia, ogólna wymowa utworu jest pozytywna.

## Ekranizacja
W 2010 roku premierę miała ekranizacja Odległej dzielnicy, zatytułowana Quartier lointain, w reżyserii Sama Garbarskiego.